# Shen Zhou
Shen Zhou, född den 9 december 1427 i Xiangcheng, Jiangsu, död den 4 september 1509, var en kinesisk målare, kalligraf och poet. Han anknöt till en början till den “södra skolan” och dess mästare Dong Yuan och Juran från Song-tiden, sedan till Yuan-mästarna Wang Meng, Wu Zhen, Huang Gongwang och slutligen till Gao Kegong.
Shen var aldrig knuten till någon statssyssla eller något praktiskt arbete, han var inte heller någon yrkesmålare utan företrädde skönandarna, som föraktade att måla för brödfödan. Han var högt bildad och blev beundrad icke minst för sin karaktär. Bland Ming-tidens konstnärer är S. den kanske mest ryktbare. Han gav nytt liv åt landskapsmåleriet och står som grundare av Wu-skolan, vilken representeras även av Wen Zhengming och Dong Qichang. Shen var mycket produktiv, och många arbeten har bevarats; de stora kompositionerna präglas av uttrycksfullt kraftig och ofta antydande penselföring.